# Singapur en los Juegos Paralímpicos de Río de Janeiro 2016
Singapur estuvo representado en los Juegos Paralímpicos de Río de Janeiro 2016 por un total de trece deportistas, nueve mujeres y cuatro hombres.

## Medallistas
El equipo paralímpico singapurense obtuvo las siguientes medallas:
| Nombre      | Deporte  | Evento                    |
| ----------- | -------- | ------------------------- |
| Oro         |          |                           |
| Yip Pin Xiu | Natación | 50 m espalda S2 femenino  |
| Yip Pin Xiu | Natación | 100 m espalda S2 femenino |
| Plata       |          |                           |
| —           |          |                           |
| Bronce      |          |                           |
| Theresa Goh | Natación | 100 m braza SB4 femenino  |